# Gallus Dressler
Gallus Dressler (Nebra, Turíngia, principis del segle xvi) fou un compositor alemany. Fou cantor a Magdeburg primerament, i anys després (1566), diaca de l'església de Sant Nicolau, a Zerbst. Publicà, entre d'altres, «XVII Cantiones sacrae quatuor et quinque vocum», (Magdeburg, 1569),  «XIX Cantiones sacrae quator et quinque vocum, it III aliae», (Wittemberg, 1568), «XC Cantiones sacrae quatuor et plus, voc.», (Magdeburg, 1570), «Elemanta Musicae practicae in usum scholae Magdenburgensis», (Magdeburg, 1571), «Ausserlesene teutsche Lieder mit 4 und 5 Stimmen», (Magdeburg, 1575), «Cantiones quatuor et plur, voc.», (Magdeburg, 1577), «Sacrae cantiones quatuor, quinque et plurium vocum in gratian musicorum copositae», (Nuremberg, 1574).